# Ortobene
Ortobene je hora na ostrově Sardinie. Je vysoká 955 metrů a tvoří ji žula. Leží východně od města Nuoro, z něhož vede na vrchol silnice.
Na svazích roste dub cesmínovitý a jalovec červenoplodý. Byly zde založeny parky Sedda Ortai a Il Redentore. Ve výšce 925 m se nachází bronzová socha Krista, kterou vytvořil v roce 1901 Vincenzo Jerace a u níž se každoročně poslední srpnovou neděli koná slavnostní mše. O pravěkém osídlení svědčí pohřebiště Domus de janas.
Nositelka Nobelovy ceny Grazia Deleddaová o hoře napsala: „Není pravda, že se dá Ortobene přirovnat k jiným horám; Ortobene je jenom jedno na světě: je to naše srdce, naše duše, náš charakter, všechno velké a malé, sladké a tvrdé a trpké a bolestivé v nás.“